# Волосові
Волосо́ві або волоса́тики (Nematomorpha, застаріле Gordiacea, народне Кінський волос — тип двобічно-симетричних паразитоїдних тварин. Відомі викопні рештки ще з еоцену.
Морфологічно подібні до нематод за формою тіла, наявності псевдоцеля,  тільки поздовжніх м'язових волокон, за кутикулярним покривом, відсутності сегментації, будовою нервової і репродуктивної систем. 
Більшість видів завдовжки від 50 до 100 см, але відомі види - до 2 метрів діаметром 1-3 мм. Волосатиків часто можна зустріти у місцях, де накопичується вода — зливні жолоба, канави, калюжі, тощо. За своїм способом життя характеризуються як паразитоїди, тобто дорослі особини ведуть вільний спосіб життя, але личинки паразитують у комах і ракоподібних.
Відомі окремі випадки зараження людей. Чітко класифікуються станом на 2011 рік 351 прісноводний вид крім того невиключне існування ще близько 2000 прісноводних видів.

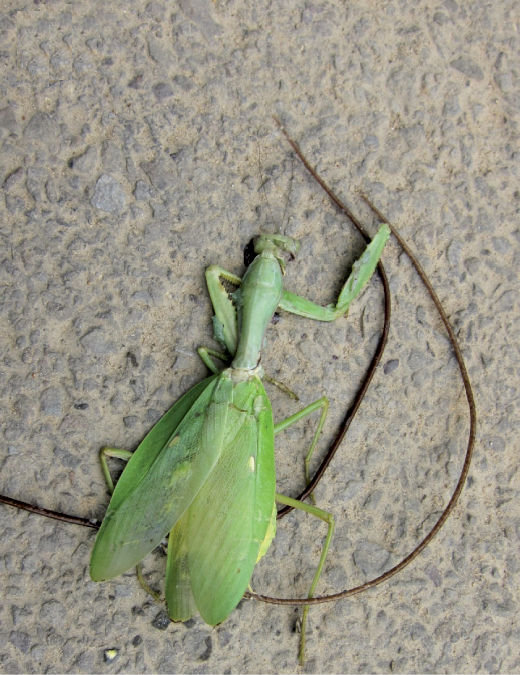
Дві особини волосатиків Chordodes mizoramensis покидають свого хазяїна — богомола

### Відео
- Video of worm and beetle host in pet's water bowl [Архівовано 31 жовтня 2013 у Wayback Machine.] (see bottom of page), submitted by R. Preston and collected by E. M. Preston from central California, USA.
- Videos of a cricket infected with a Gordian worm [Архівовано 31 серпня 2013 у Wayback Machine.] with the worm emerging to mate, as well as emerging from predators that have eaten the infected cricket. From Nature, April 2006.
- Nematomorph worm на YouTube — explains the proteome research done on this worm
- The cricket suicide (video) [Архівовано 3 вересня 2009 у Wayback Machine.]
- http://www.youtube.com/watch?v=4E5vUUtSWT4&feature=youtu.be [Архівовано 16 листопада 2013 у Wayback Machine.] -inside a spider